# Karsamstag

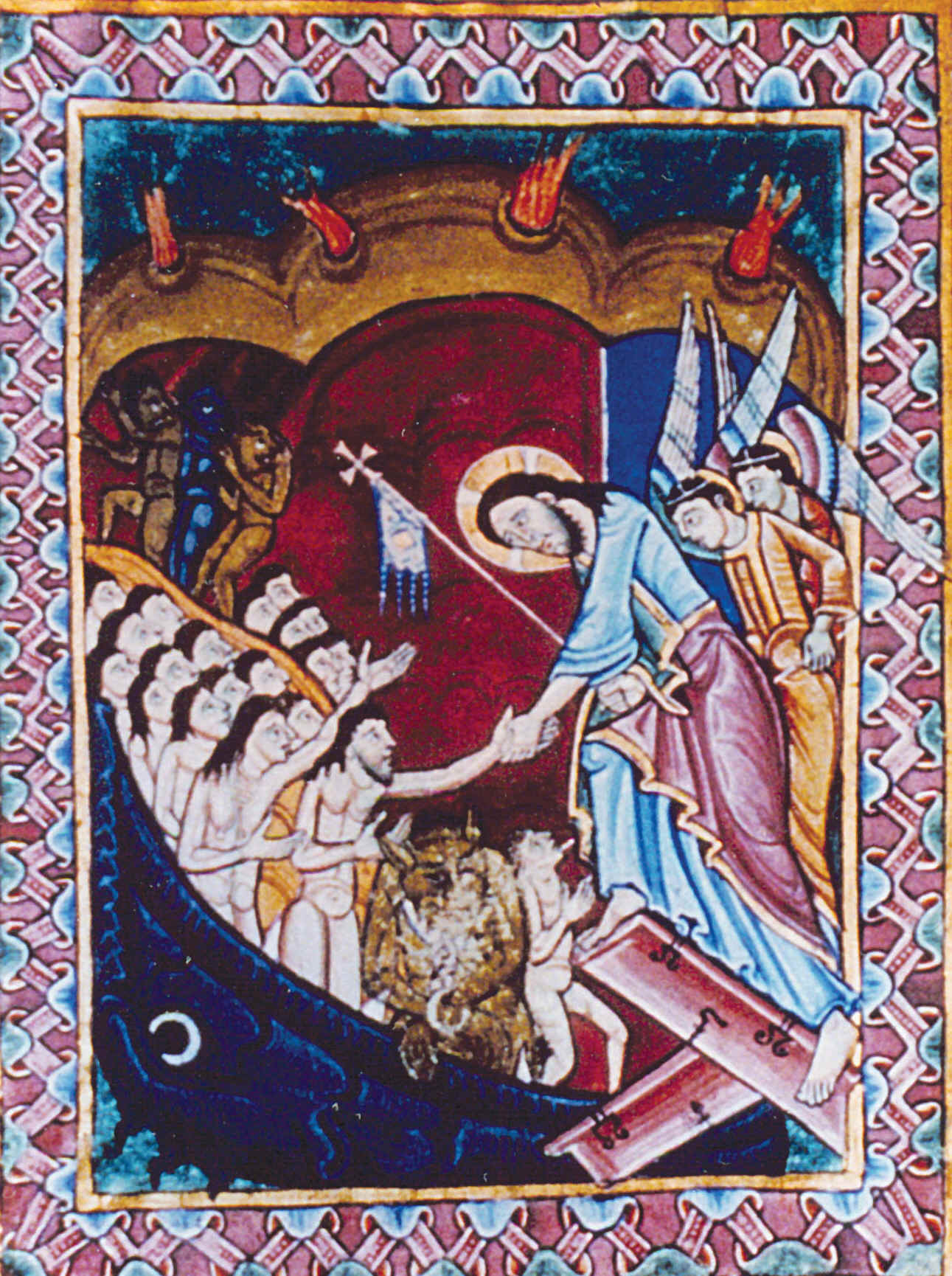
Der Abstieg Christi in die Unterwelt im Albani-Psalter (Buchmalerei, England 12. Jh.)

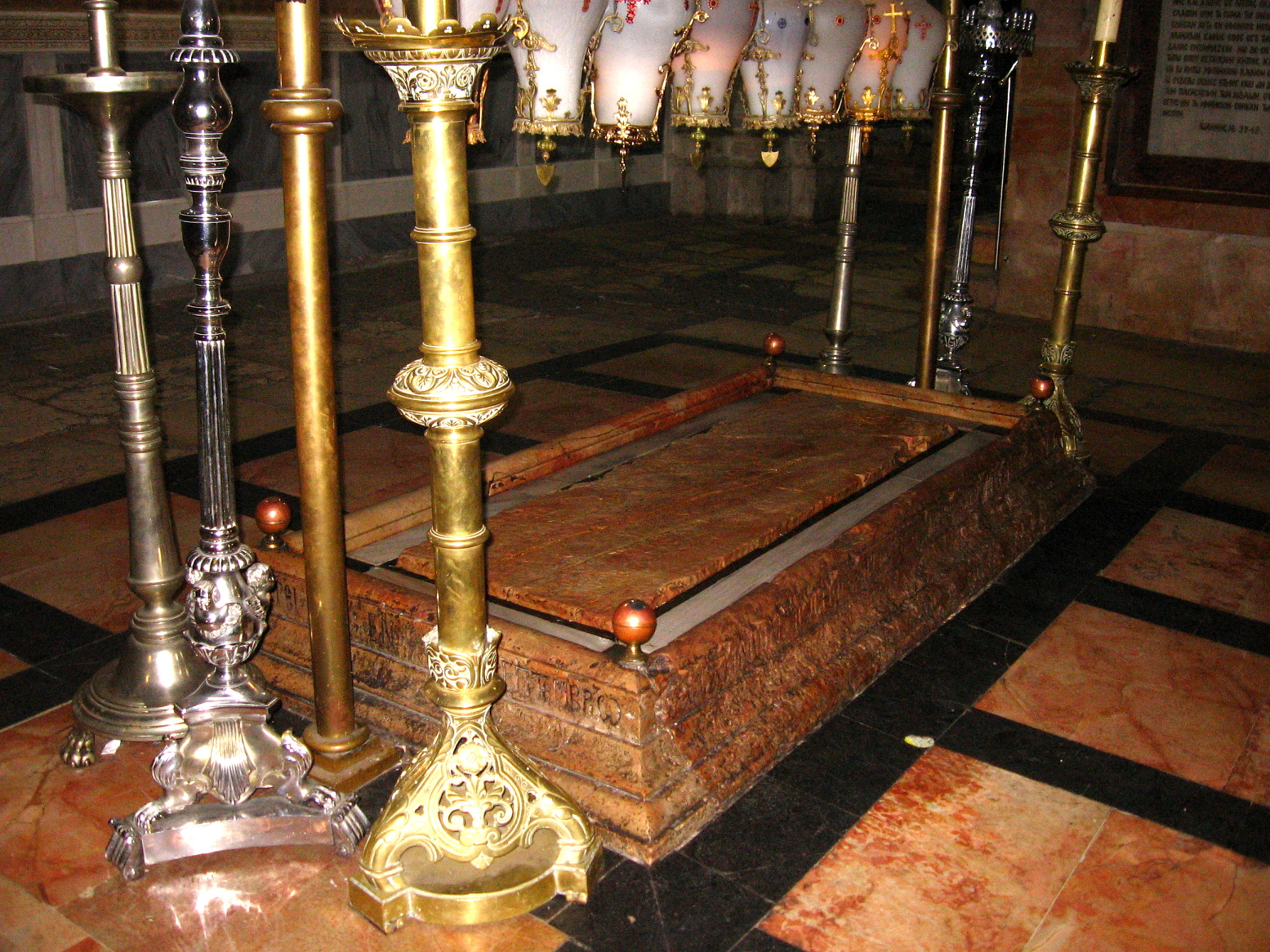
Der Salbungsstein in der Grabeskirche von Jerusalem. Hier wurde der Überlieferung nach der Leichnam Jesu für die Bestattung vorbereitet.

Der Karsamstag oder Karsonnabend (althochdeutsch kara ‚Klage‘, ‚Kummer‘, ‚Trauer‘)  ist der letzte Tag der Karwoche und der zweite Tag des österlichen Triduums. Auf ihn folgt der Ostersonntag. Der Karsamstag wird regional auch als stiller Samstag bezeichnet. Die Christen gedenken am Karsamstag, dem Tag der Grabesruhe Jesu Christi, seines Abstiegs in die Unterwelt, bei dem er nach seiner Kreuzigung die Seelen der Gerechten seit Adam aus dem Limbus patrum befreit habe (1 Petr 3,19 ). Die vorkommende umgangssprachliche Bezeichnung des Karsamstags als „Ostersamstag“ oder „Ostersonnabend“ weicht von der kirchlichen Tradition ab. Der Ostersamstag ist im christlichen Sprachgebrauch der Samstag der Osteroktav und damit der Tag vor dem Weißen Sonntag, eine Woche nach Ostern.

## Katholische Kirche
Der Karsamstag ist der Tag, an dem die Kirche der Grabesruhe Christi gedenkt und mit Fasten und Gebet seine Auferstehung erwartet, die an Ostern gefeiert wird. Es werden am Karsamstag keine Sakramente gespendet, die mit Festfreude verbunden sind, insbesondere findet keine Eucharistiefeier statt, die heilige Kommunion wird nur als Wegzehrung (Sterbekommunion) gereicht.
Vor allem an Kathedralkirchen werden am Morgen des Gründonnerstags, des Karfreitags und des Karsamstags feierliche Karmetten mit der Gemeinde gesungen.
Der Altar der Kirche ist nicht mit Altartuch, Kerzen oder Blumen geschmückt, sondern zeigt den nackten Stein, Zeichen des „Ecksteins“ Christus. Zur Verehrung durch die Gläubigen ist in den Kirchen immer das Kreuz aufgestellt, häufig auch eine Ikone des Abstiegs Christi in die Unterwelt oder eine Pietà (Vesperbild). Von der Enthüllung des Kreuzes in der Feier vom Leiden und Sterben Christi bis zur Osternacht wird das Kreuz beim Vorüberschreiten durch eine doppelte oder einfache Kniebeuge geehrt, wie sonst das ausgesetzte Allerheiligste.
In vielen Kirchen wird am Karfreitag nach der Feier vom Leiden und Sterben Christi ein „Heiliges Grab“ mit einem niedergelegten Kreuz, dem Bild des im Grab ruhenden Christus, errichtet. Es wird am Abend des Karfreitags und am Karsamstag, dem Tag der Grabesruhe des Herrn, von den Gläubigen aufgesucht.
Der Karsamstag endet mit dem Beginn der Feier der Osternacht, die als Nachtwache bereits zur Liturgie des Ostersonntags gehört. Da die Feier der Osternacht eine Vigil ist, die zur Gänze im Dunkeln abgehalten werden soll, kann sie schon in den späten Abendstunden des Karsamstags beginnen.